# ماراهازو
ماراهازو (به لاتین: Marohazo) یک منطقهٔ مسکونی در ماداگاسکار است که در ماینتریناوو (بخش) واقع شده‌است.
 ماراهازو  ۵٬۰۰۰ نفر جمعیت دارد و ۱۳۶ متر بالاتر از سطح دریا واقع شده‌است.